# Zlaté Moravce (distrito)
O Distrito de Zlaté Moravce (eslovaco: Okres Zlaté Moravce) é uma unidade administrativa da Eslováquia Ocidental, situado na Nitra (região), com 43.622 habitantes (em 2001) e uma superfície de 521 km². Sua capital é a cidade de Zlaté Moravce.

## Demografia
| Ano:        | 1994   | 2004   | 2014   | 2024   |
| ----------- | ------ | ------ | ------ | ------ |
| Broj ljudi: | 43 913 | 43 109 | 41 127 | 40 722 |
| Razlika:    |        | -1,83% | -4,59% | -0,98% |

| Ano:               | 2023   | 2024   |
| ------------------ | ------ | ------ |
| Número de pessoas: | 40 765 | 40 722 |
| Diferença:         |        | -0,10% |

## Cidades
- Zlaté Moravce

## Municípios
- Beladice
- Čaradice
- Červený Hrádok
- Čierne Kľačany
- Hostie
- Hosťovce
- Choča
- Jedľové Kostoľany
- Kostoľany pod Tribečom
- Ladice
- Lovce
- Machulince
- Malé Vozokany
- Mankovce
- Martin nad Žitavou
- Nemčiňany
- Neverice
- Nevidzany
- Obyce
- Skýcov
- Slepčany
- Sľažany
- Tekovské Nemce
- Tesárske Mlyňany
- Topoľčianky
- Velčice
- Veľké Vozokany
- Vieska nad Žitavou
- Volkovce
- Zlatno
- Žikava
- Žitavany